# دیوید اشپیز
دیوید اشپیز (انگلیسی: David Spies؛ زادهٔ ۵ سپتامبر ۱۹۹۴) بازیکن فوتبال اهل آلمان است.
از باشگاه‌هایی که در آن بازی کرده‌است می‌توان به باشگاه فوتبال نورنبرگ و باشگاه فوتبال بوخوم اشاره کرد.